# Hyptec GT
Hyptec GT – elektryczny samochód osobowy klasy wyższej produkowany pod chińską marką Hyptec od 2023 roku.

## Historia i opis modelu

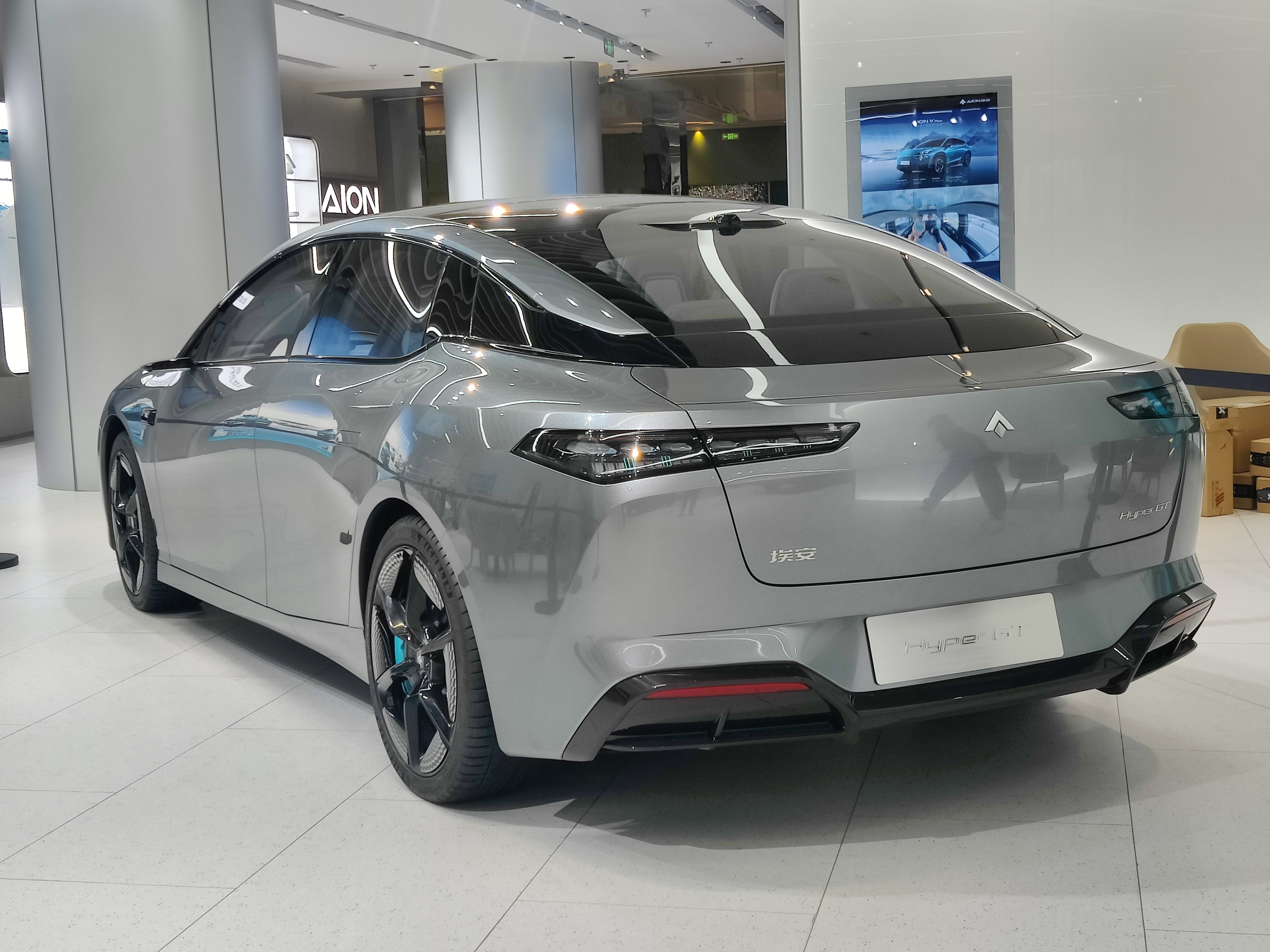
Hyptec GT - tył

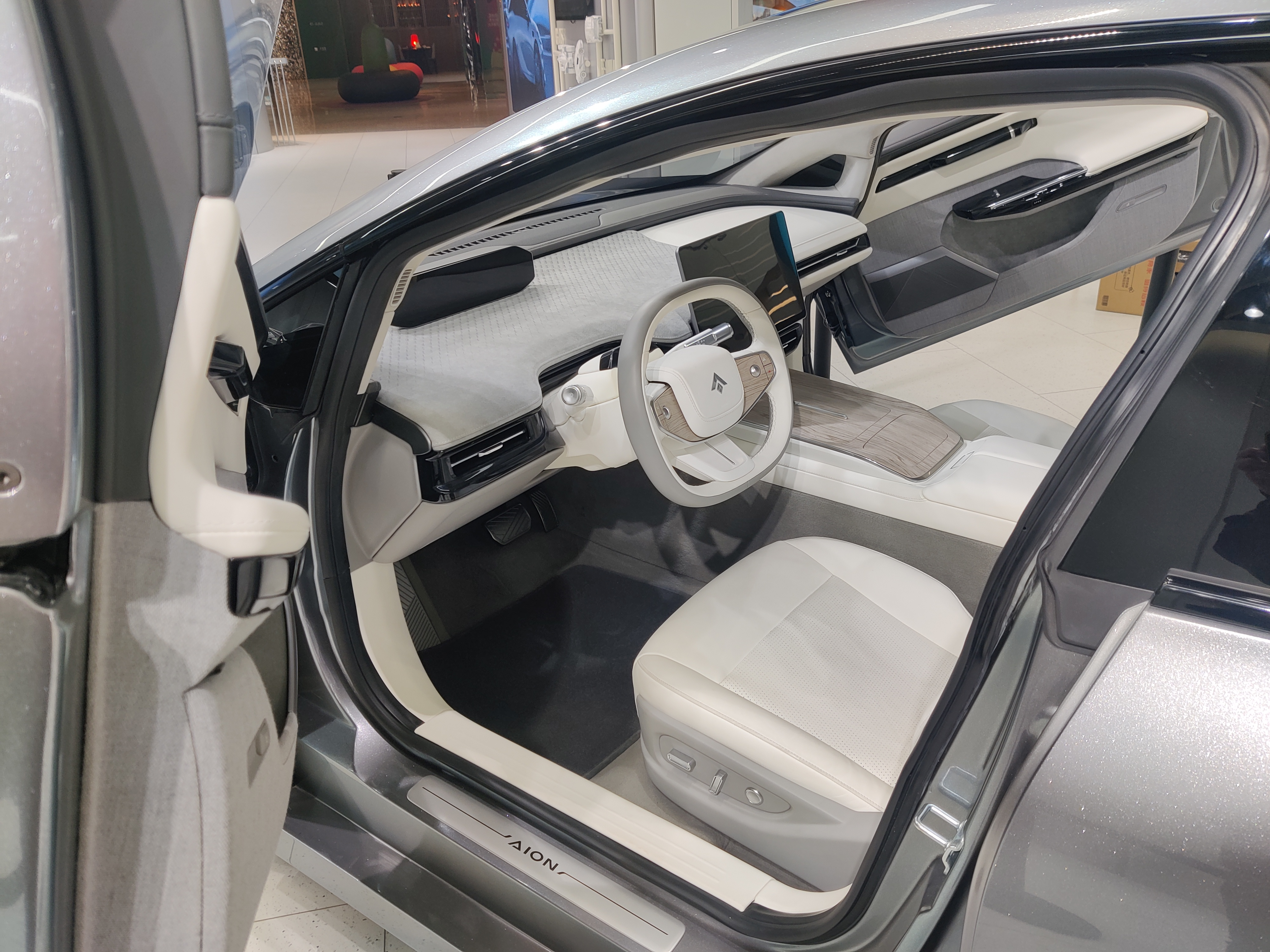
Hyptec GT - kokpit

W grudniu 2022 chiński oddział koncernu GAC Group, skoncentrowany na samochodach elektrycznych GAC Aion, zainaigurował podczas targów Guangzhou Auto Show nową markę zaawansowanych technologicznie, wyżej pozycjonowanych samochodów elektrycznych o ówczesnej nazwie Hyper (po 2024 Hyptec). Pierwszym jej modelem została duża, wyższej klasy limuzyna Hyptec GT oparta na nowej modułowej platformie AEP 3.0. 
Projekt stylistyczny samochodu oparto na licznych nawiązaniach do samochodów sportowych, z agresywną i smukłą stylizacją bogatą w ostre linie, łagodnie opadającą linią dachu biegnącą ku ściętemu tyłowi i licznym detalom. Zostały nim. m.in. otwierany spojler w klapie bagażnika, a także przednie drzwi otwierane ku górze. Producent podstawił duży nacisk na optymalizację wartości aerodynamicznych, dzięki smukłym proporcjom nadwozia uzyskując najniższy na rynku współczynnik oporu powietrza wynoszący 0,19 Cd. GAC Aion szczycił się, że to parametry lepsze od dotychczasowego lidera wśród wówczas oferowanch samochodów elektrycznych, Mercedesa EQS.
Kabina pasażerska została utrzymana w futurystycznej estetyce, z dominacją jasnobeżowego wykończenia. Koło kierownizy zyskało owalny kształt, a zegary utworzył wąski, wysunięty ku krawędzi szyby ekran. Konsolę centralną zdominował dotykowy ekran systemu multimedialnego o przekątnej 14,6 cala. Ponadto, pojazd wyposażono m.in. w rozbudowany system nagłośnieniowy Dolby Atmos składający się z 23 głośników.

### Sprzedaż
Hyptec GT, podobnie jak inne produkty marki Hyptec, został zbudowany wyłącznie z myślą o wewnętrznym rynku chińskim. Sprzedaż rozpoczęła się ponad pół roku po debiucie z końcówki 2022 roku, z pierwszymi zamówieniami zbieranymi od lipca 2023. W tym momencie najtańszy egzemplaraz wyceniono na 219 900 juanów, a topowy - 339 900 juanów.

### Dane techniczne
Hyptec GT jest samochodem w pełni elektrycznym, z rozbudowaną gamą wariantów napędowych. Podstawowy utworził silnik o mocy 245 KM i 355 Nm maksymalnego momentu obrotowego, napędzając tylną oś i osiągając 100 km/h w 6,5 sekundy. Odmianę tę połączono z baterią 60 kWh, oferująca do ok. 560 kilometrów zasięgu w chińskiej procedurze pomiarowej, a także większą 70 kWh z ok. 600 kilometrów zasięgu. Topowy model napędził silnik o mocy 340 KM i 430 Nm maksymalnego momentu obrotowego, rozpędzając się do 100 km/h w 4,9 sekundy. W połączeniu z baterią 80 kWh, samochód zaoferował do ok. 710 kilometrów zasięgu.
Hyptec GT został dostosowany do wprowadzonej w tym samym roku przez koncern GAC Group technologii szybkiej wymiany baterii za pomocą stacji działających na zasadzie tych spopularyzowanych przez konkurencyjne NIO. Z systemem tym kompatybilna pozostała jedna z tańszych odmian z baterią 70 kWh.